# Сиудад Бенито Хуарез (Хуарез)
Сиудад Бенито Хуарез (шп. Ciudad Benito Juárez) насеље је у Мексику у савезној држави Нови Леон у општини Хуарез. Насеље се налази на надморској висини од 374 м.

## Становништво
Према подацима из 2010. године у насељу је живело 151893 становника.

### Хронологија
| Година       | 2000                | 2005                  | 2010                   |
| ------------ | ------------------- | --------------------- | ---------------------- |
| Становништво | 13230 (6631 / 6599) | 78644 (39310 / 39334) | 151893 (76140 / 75753) |

### Попис
| \| \| м \| \| \| ж \| \| 0—2 \| 5.758 \| \| \| 5.539 \| \| 3—5 \| 6.267 \| \| \| 6.068 \| \| 6—11 \| 11.596 \| \| \| 11.329 \| \| 12—14 \| 4.269 \| \| \| 4.185 \| \| 15—17 \| 3.570 \| \| \| 3.610 \| \| 18—24 \| 7.349 \| \| \| 7.963 \| \| 60+ \| 1.827 \| \| \| 2.099 \| \| Просек : \| 26,2 \| \| \| 26,4 \| |        |  |  |        |
| |        |  |  |        |
| | м      |  |  | ж      |
| 0—2 | 5.758  |  |  | 5.539  |
| 3—5 | 6.267  |  |  | 6.068  |
| 6—11 | 11.596 |  |  | 11.329 |
| 12—14 | 4.269  |  |  | 4.185  |
| 15—17 | 3.570  |  |  | 3.610  |
| 18—24 | 7.349  |  |  | 7.963  |
| 60+ | 1.827  |  |  | 2.099  |
| Просек : | 26,2   |  |  | 26,4   |

| #   | Индикатор                                                                                        | Вредност |
| --- | ------------------------------------------------------------------------------------------------ | -------- |
| 1   | Становништво од 0 до 2 године                                                                    | 11297    |
| 2   | Мушко становништво од 0 до 2 године                                                              | 5758     |
| 3   | Женско становништво од 0 до 2 године                                                             | 5539     |
| 4   | Становништво са 3 и више година                                                                  | 139836   |
| 5   | Мушко становништво са 3 и више година                                                            | 69986    |
| 6   | Женско становништво са 3 и више година                                                           | 69850    |
| 7   | Становништво са 5 и више година                                                                  | 131583   |
| 8   | Мушко становништво са 5 и више година                                                            | 65784    |
| 9   | Женско становништво са 5 и више година                                                           | 65799    |
| 10  | Становништво са 12 и више година                                                                 | 104576   |
| 11  | Мушко становништво са 12 и више година                                                           | 52123    |
| 12  | Женско становништво са 12 и више година                                                          | 52453    |
| 13  | Становништво са 15 и више година                                                                 | 96122    |
| 14  | Мушко становништво са 15 и више година                                                           | 47854    |
| 15  | Женско становништво са 15 и више година                                                          | 48268    |
| 16  | Становништво са 18 и више година                                                                 | 88942    |
| 17  | Мушко становништво са 18 и више година                                                           | 44284    |
| 18  | Женско становништво са 18 и више година                                                          | 44658    |
| 19  | Становништво од 3 до 5 година                                                                    | 12335    |
| 20  | Мушко становништво од 3 до 5 година                                                              | 6267     |
| 21  | Женско становништво од 3 до 5 година                                                             | 6068     |
| 22  | Становништво од 6 до 11 година                                                                   | 22925    |
| 23  | Мушко становништво од 6 до 11 година                                                             | 11596    |
| 24  | Женско становништво од 6 до 11 година                                                            | 11329    |
| 25  | Становништво од 8 до 14 година                                                                   | 23407    |
| 26  | Мушко становништво од 8 до 14 година                                                             | 11846    |
| 27  | Женско становништво од 8 до 14 година                                                            | 11561    |
| 28  | Становништво од 12 до 14 година                                                                  | 8454     |
| 29  | Мушко становништво од 12 до 14 година                                                            | 4269     |
| 30  | Женско становништво од 12 до 14 година                                                           | 4185     |
| 31  | Становништво од 15 до 17 година                                                                  | 7180     |
| 32  | Мушко становништво од 15 до 17 година                                                            | 3570     |
| 33  | Женско становништво од 15 до 17 година                                                           | 3610     |
| 34  | Становништво од 18 до 24 године                                                                  | 15312    |
| 35  | Мушко становништво од 18 до 24 године                                                            | 7349     |
| 36  | Женско становништво од 18 до 24 године                                                           | 7963     |
| 37  | Женско становништво од 15 до 49 година                                                           | 43359    |
| 38  | Становништво са 60 и више година                                                                 | 3926     |
| 39  | Мушко становништво са 60 и више година                                                           | 1827     |
| 40  | Женско становништво са 60 и више година                                                          | 2099     |
| 41  | Однос између мушкараца и жена                                                                    | 100.51   |
| 42  | Становништво од нуле до 14 година                                                                | 55011    |
| 43  | Становништво од 15 до 64 године                                                                  | 93681    |
| 44  | Становништво од 65 година и више                                                                 | 2441     |
| 45  | Просечан број деце                                                                               | 1.9      |
| 46  | Становништво рођено у ентитету                                                                   | 119518   |
| 47  | Мушко становништво рођено у ентитету                                                             | 59901    |
| 48  | Женско становништво рођено у ентитету                                                            | 59617    |
| 49  | Становништво рођено у другом ентитету                                                            | 30191    |
| 50  | Мушко становништво рођено у другом ентитету                                                      | 15111    |
| 51  | Женско становништво рођено у другом ентитету                                                     | 15080    |
| 52  | Становништво од 5 година и више резидентно у ентитету у јуну 2005. године                        | 124957   |
| 53  | Мушко становништво старосног доба од 5 година и више, резидентно у ентитету у јуну 2005. године  | 62343    |
| 54  | Женско становништво старосног доба од 5 и више година, резидентно у ентитету у јуну 2005. године | 62614    |
| 55  | Становништво од 5 година и више које је живело у другом ентитету у јуну 2005. године             | 4735     |
| 56  | Мушко становништво старије од 5 година које је живело у другом ентитету у јуну 2005. године      | 2434     |
| 57  | Женско становништво старије од 5 година које је живело у другом ентитету у јуну 2005. године     | 2301     |
| 58  | Становништво од 3 године и више које говори аутохтони језик                                      | 1534     |
| 59  | Мушко становништво старо 3 године и више које говори аутохтони језик                             | 850      |
| 60  | Женско становништво старо 3 године и више које говори аутохтони језик                            | 684      |
| 61  | Становништво од 3 године и више које говори аутохтони језик и не говори шпански језик            | 3        |
| 62  | Мушко становништво старо 3 године и више које говори аутохтони језик и не говори шпански         | 0        |
| 63  | Женско становништво старо 3 године и више које говори аутохтони језик и не говори шпански језик  | 3        |
| 64  | Становништво старо 3 године и више које говори аутохтони језик и шпански                         | 1282     |
| 65  | Мушко становништво старо 3 године и више које говори аутохтони језик и шпански                   | 705      |
| 66  | Женско становништво старо 3 године и више које говори аутохтони језик и шпански                  | 577      |
| 67  | Становништво од 5 година и више које говори аутохтони језик                                      | 1523     |
| 68  | Становништво од 5 година и више које говори аутохтони језик и не говори шпански језик            | 3        |
| 69  | Становништво од 5 година и више које говори аутохтони језик и говори шпански језик               | 1278     |
| 70  | Становништво у домородачким домаћинствима                                                        | 3378     |
| 71  | Становништво са ограничењима у активностима                                                      | 2726     |
| 72  | Становништво са ограниченим ходањем или кретањем, горе или доле                                  | 1112     |
| 73  | Становници са ограничењима вида, чак и уз кориштење сочива                                       | 948      |
| 74  | Становништво са ограничењима говора, комуникације или конверзације                               | 277      |
| 75  | Становништво са ограниченим слухом                                                               | 218      |
| 76  | Становништво са ограничењима при одевању, купању или јелу                                        | 145      |
| 77  | Становништво са ограничењима у опажању или учењу једноставних ствари                             | 108      |
| 78  | Становништво са менталним ограничењима                                                           | 309      |
| 79  | Становништво без ограничења активности                                                           | 146984   |
| 80  | Становништво од 3 до 5 година које не похађа школу                                               | 5397     |
| 81  | Мушко становништво од 3 до 5 година које не похађа школу                                         | 2717     |
| 82  | Женско становништво од 3 до 5 година које не похађа школу                                        | 2680     |
| 83  | Становништво од 6 до 11 година које не похађа школу                                              | 340      |
| 84  | Мушко становништво од 6 до 11 година које не похађа школу                                        | 180      |
| 85  | Женско становништво од 6 до 11 година које не похађа школу                                       | 160      |
| 86  | Становништво од 12 до 14 година које не похађа школу                                             | 420      |
| 87  | Мушко становништво од 12 до 14 година које не похађа школу                                       | 225      |
| 88  | Женско становништво од 12 до 14 година које не похађа школу                                      | 195      |
| 89  | Становништво од 15 до 17 година похађа школу                                                     | 4277     |
| 90  | Мушко становништво од 15 до 17 година похађа школу                                               | 2143     |
| 91  | Женско становништво између 15 и 17 година живота у школи                                         | 2134     |
| 92  | Становништво од 18 до 24 године похађа школу                                                     | 1859     |
| 93  | Мушко становништво од 18 до 24 године похађа школу                                               | 966      |
| 94  | Женско становништво од 18 до 24 године похађа школу                                              | 893      |
| 95  | Становништво од 8 до 14 година које не може да чита и пише                                       | 349      |
| 96  | Мушко становништво старосног доба од 8 до 14 година које не може да чита и пише                  | 207      |
| 97  | Женско становништво старосног доби од 8 до 14 година које не може да чита и пише                 | 142      |
| 98  | Становништво од 15 година и више које је неписмено                                               | 1114     |
| 99  | Мушко становништво од 15 година и више које је неписмено                                         | 472      |
| 100 | Женско становништво од 15 година и више које је неписмено                                        | 642      |
| 101 | Становништво старо 15 и више година без школовања                                                | 1597     |
| 102 | Мушко становништво старо 15 и више година без школовања                                          | 729      |
| 103 | Женско становништво старо 15 и више година без школовања                                         | 868      |
| 104 | Становништво старосног доба 15 и више година са непотпуним основним образовањем                  | 5067     |
| 105 | Мушко становништво старосног доба од 15 година и више са непотпуном основним образовањем         | 2286     |
| 106 | Женско становништво старосног доба 15 и више година са непотпуном основним образовањем           | 2781     |
| 107 | Становништво старо 15 и више година са комплетним основним образовањем                           | 11801    |
| 108 | Мушко становништво старо 15 година и више са комплетним основним образовањем                     | 5367     |
| 109 | Женско становништво старо 15 и више година са комплетним основним образовањем                    | 6434     |
| 110 | Становништво старосног доба 15 и више година са непотпуним средњим образовањем                   | 6229     |
| 111 | Мушко становништво старосног доба од 15 година и више са непотпуним средњим образовањем          | 3284     |
| 112 | Женско становништво старосног доба од 15 година и више са непотпуним средњим образовањем         | 2945     |
| 113 | Становништво старо 15 и више година са пуним секундарном образовањем                             | 38504    |
| 114 | Мушко становништво старосног доба од 15 година и више са пуним секундарном образовањем           | 19201    |
| 115 | Женско становништво старосног доба од 15 година и више са пуним секундарном образовањем          | 19303    |
| 116 | Становништво старије од 18 година са постосновним образовањем                                    | 29430    |
| 117 | Мушко становништво старије од 18 година са постосновним образовањем                              | 15374    |
| 118 | Женско становништво старије од 18 година са постосновним образовањем                             | 14056    |
| 119 | Просечна оцена школовања                                                                         | 9.23     |
| 120 | Просечан ниво образовања мушке популације                                                        | 9.34     |
| 121 | Просечан ниво образовања женског становништва                                                    | 9.12     |
| 122 | Економски активно становништво                                                                   | 61122    |
| 123 | Економски активна мушка популација                                                               | 42518    |
| 124 | Економски активна женска популација                                                              | 18604    |
| 125 | Становништво које није економски активно                                                         | 42506    |
| 126 | Мушко становништво које није економски активно                                                   | 9108     |
| 127 | Женско становништво које није економски активно                                                  | 33398    |
| 128 | Запослено становништво                                                                           | 58624    |
| 129 | Запослено мушко становништво                                                                     | 40506    |
| 130 | Запослено женско становништво                                                                    | 18118    |
| 131 | Незапослена популација                                                                           | 2498     |
| 132 | Незапослена мушка популација                                                                     | 2012     |
| 133 | Незапослена женска популација                                                                    | 486      |
| 134 | Становништво без права на здравствене услуге                                                     | 28915    |
| 135 | Становништво које има право на здравствене услуге                                                | 121239   |
| 136 | Становништво које има право на ИМСС                                                              | 100197   |
| 137 | Становништво које има право на социјално осигурање                                               | 2687     |
| 138 | Становништво које има право на државно социјално осигурање                                       | 589      |
| 139 | Становништво које има право на опште осигурање или здравствено осигурање за нову генерацију      | 13828    |
| 140 | Становништво које је било једном или није било у браку током 12 година и више                    | 27238    |
| 141 | Венчано или уједињено становништво од 12 година и више                                           | 70184    |
| 142 | Становништво које је било у браку или уједињено 12 година и више                                 | 6313     |
| 143 | Становништво са католичком религијом                                                             | 123091   |
| 144 | Протестанти, еванђелисти и библијски следбеници различити од еванђелиста                         | 17523    |
| 145 | Становништво са другим религијама различитим од претходних                                       | 37       |
| 146 | Становништво без религије                                                                        | 8749     |
| 147 | Укупно пописаних домаћинства                                                                     | 39262    |
| 148 | Пописна домаћинства на челу са мушкарцима                                                        | 34112    |
| 149 | Пописна домаћинства на челу са женама                                                            | 5150     |
| 150 | Становништво у пописним домаћинствима                                                            | 151146   |
| 151 | Становништво у пописним домаћинствима на челу са мушкарцима                                      | 133975   |
| 152 | Становништво у пописним домаћинствима на челу са женама                                          | 17171    |
| 153 | Укупно домаћинстава                                                                              | 57837    |
| 154 | Укупно насељених домаћинстава                                                                    | 39498    |
| 155 | Укупно приватних кућа                                                                            | 57601    |
| 156 | Насељени приватни домови                                                                         | 39262    |
| 157 | Укупно насељених приватних кућа                                                                  | 39496    |
| 158 | Ненасељене приватне куће                                                                         | 15663    |
| 159 | Појединачна домаћинства за привремену употребу                                                   | 2676     |
| 160 | Становници у насељеним приватним кућама                                                          | 151146   |
| 161 | Насељеност станара у приватним становима                                                         | 3.85     |
| 162 | Просечно становника по соби у приватним насељеним домаћинствима                                  | 1.08     |
| 163 | Појединачна домаћинства са подовима од различитих материјала од земље                            | 38373    |
| 164 | Појединачна домаћинства у приземљу                                                               | 472      |
| 165 | Појединачна домаћинства са једном спаваћом собом                                                 | 11310    |
| 166 | Појединачна домаћинства са две спаваће собе и више                                               | 27541    |
| 167 | Појединачна домаћинства са једним собом                                                          | 405      |
| 168 | Појединачна домаћинства са две собе                                                              | 3557     |
| 169 | Појединачна домаћинства са 3 собе и више                                                         | 34830    |
| 170 | Појединачна домаћинства која имају електрично светло                                             | 38881    |
| 171 | Појединачна домаћинства која немају електрично светло                                            | 29       |
| 172 | Појединачна домаћинства која имају водоводну воду у стамбеном простору                           | 38021    |
| 173 | Појединачна домаћинства која немају водоводну воду у стамбеном простору                          | 812      |
| 174 | Појединачна домаћинства која имају тоалет                                                        | 38699    |
| 175 | Појединачна домаћинства која имају канализацију                                                  | 38500    |
| 176 | Појединачна домаћинства која немају канализацију                                                 | 319      |
| 177 | Појединачна домаћинства која имају електрично светло, довод воде из јавне мреже и канализацију   | 37904    |
| 178 | Појединачна домаћинства без икаквих услова                                                       | 59       |
| 179 | Појединачна домаћинства која имају радио                                                         | 32359    |
| 180 | Појединачна домаћинства која имају телевизор                                                     | 38388    |
| 181 | Појединачна домаћинства која имају фрижидер                                                      | 37478    |
| 182 | Појединачна домаћинства која имају машину за веш                                                 | 33128    |
| 183 | Појединачна домаћинства која имају аутомобил или комби                                           | 18329    |
| 184 | Појединачна домаћинства која имају рачунар                                                       | 9380     |
| 185 | Појединачна домаћинства која имају фиксну телефонску линију                                      | 15680    |
| 186 | Појединачна домаћинства која имају мобилни телефон                                               | 32235    |
| 187 | Појединачна домаћинства која имају приступ интернету                                             | 5728     |
| 188 | Величина локације                                                                                | 11       |